# Should I Stay or Should I Go
Singles de The Clash
Rock the Casbah
(1982) This Is England
(1985)
Pistes de Combat Rock
Car Jamming Rock the Casbah
Should I Stay or Should I Go est une chanson écrite en 1981 par The Clash, sur l'album Combat Rock. Le single est devenu la seule chanson du groupe à atteindre la première place des charts (en 1991), une décennie après sa sortie originale.
En novembre 2004, le magazine musical britannique Rolling Stone classe le morceau au 228e rang de la liste des « 500 plus grandes chansons de tous les temps ».
Bien que la chanson soit signée des quatre membres de Clash, l'écriture du morceau est surtout due à Mick Jones. La structure harmonique est celle d'un blues (I-IV-V) en tonalité de Ré, et la structure rythmique (les riffs de guitare séparés par des breaks de batterie) et la ligne vocale des couplets sont très proches de Let Me Know, morceau composé et enregistré en 1966 par le groupe protopunk John's Children.

## Sens
Le refrain penche plus vers une sonorité punk rock rétro comme la plupart des autres pistes de l'album. Beaucoup de légendes gravitent autour du sens de cette chanson, l'une d'entre elles étant l'expulsion imminente de Mick Jones des Clash (qui eut lieu en 1983). En réalité, le sujet est la liaison particulièrement instable entre Jones et Ellen Foley, l'ancienne choriste de Meat Loaf, qui devait bientôt imploser. Les paroles semblent refléter les hauts et les bas de leur relation et le dilemme entre recoller les morceaux ou y mettre fin.

## Ressortie
En mars 1991, le groupe autorise l'utilisation de la chanson dans une publicité pour Levi's. Le single ressort et grâce à cette nouvelle exposition, devient numéro 1 au Royaume-Uni.

## Chœurs en espagnol
Les chœurs en espagnol sont une idée de Joe Strummer : « On the spur of the moment I said 'I'm going to do the backing vocals in Spanish,'...We needed a translator so Eddie Garcia, the tape operator, called his mother in Brooklyn Heights and read her the lyrics over the phone and she translated them. But Eddie and his mum are Ecuadorian, so it's Ecuadorian Spanish that me and Joe Ely are singing on the backing vocals. » - Joe Strummer, 1991
traduction : « Sans réfléchir, j'ai dit "Je vais faire les chœurs en espagnol"...Nous avions besoin d'un traducteur donc Eddie Garcia, l'ingénieur du son, a appelé sa mère à Brooklyn Heights et lui a lu les paroles au téléphone. Et elle les a traduites. Mais Eddie et sa mère sont équatoriens, donc c'est de l'espagnol équatorien que Joe Ely et moi chantons en arrière-plan. »

## Classements
| Classement (1982-1983)                  | Meilleure position |
| --------------------------------------- | ------------------ |
| Australie (Kent Music Report)           | 37                 |
| Canada (RPM 100 Singles)                | 40                 |
| États-Unis (Billboard Hot 100)          | 45                 |
| États-Unis (Hot Mainstream Rock Tracks) | 13                 |
| Irlande (IRMA)                          | 16                 |
| Royaume-Uni (UK Singles Chart)          | 17                 |

| Classement (1991-1992)                 | Meilleure position |
| -------------------------------------- | ------------------ |
| Allemagne (Media Control AG)           | 5                  |
| Autriche (Ö3 Austria Top 40)           | 5                  |
| Belgique (Flandre Ultratop 50 Singles) | 3                  |
| Belgique (Flandre VRT Top 30)          | 4                  |
| France (SNEP)                          | 25                 |
| Irlande (IRMA)                         | 2                  |
| Norvège (VG-lista)                     | 3                  |
| Nouvelle-Zélande (RMNZ)                | 2                  |
| Pays-Bas (Nederlandse Top 40)          | 6                  |
| Pays-Bas (Single Top 100)              | 3                  |
| Pologne (Classements Singles)          | 3                  |
| Royaume-Uni (UK Singles Chart)         | 1                  |
| Suède (Sverigetopplistan)              | 6                  |
| Suisse (Schweizer Hitparade)           | 4                  |

| Classement (2012) | Meilleure position |
| ----------------- | ------------------ |
| France (SNEP)     | 165                |

## Reprises
Should I Stay or Should I Go a été reprise par de nombreux artistes, dont plusieurs sur des albums hommage au Clash.
- 1984 : Weird Al Yankovic dans le medley Polkas on 45, sur l'album "Weird Al Yankovic in 3-D,
- 1987 : The Long Tall Texans, sur l'album Los Me Boleros,
- 1990 : Living Colour, en face B du single Type,
- 1995 : Mamonas Assassinas en portugais (Chopis Centis), sur l'album Mamonas Assassinas ,
- 1996 :
  - The Picketts, sur Euphonium,
  - Bai Bang,
- 1998 : Kylie Minogue en concert, sur l'album Intimate and Live,
- 1999 : 
  - Bruno Blum en duo avec Annabelle Mouloudji version reggae, adaptation en français : Si je reste + dub, single CD (1999) inclus sur l'album Nuage d'Éthiopie (2001),
  - Ice Cube et Mack 10, sur la compilation Burning London - The Clash Tribute,
  - Error Type II, sur City Rockers - A Tribute to The Clash,
  - Super Green, sur Backlash - Tribute to The Clash,
- 2000 :
  - Die Toten Hosen, en face B de Warum werde ich nicht satt?,
  - The Ukulele Orchestra of Great Britain, sur Anarchy in the Ukulele,
- 2002 : Bruno Blum en duo avec Annabelle Mouloudji, version reggae, single 45 tours jamaïcain + dub inclus sur le CD anthologie Human Race,
- 2003 : Guitar Wolf, sur The Clash Tribute,
- 2011 : Anti-Flag, sur Complete Control Recording Sessions
- 2014 :
  - Kaiser Chiefs, sur Sounds of the 80s - Unique Covers of Classic Hits,
  - Jools Holland & His Rhythm & Blues Orchestra avec Kylie Minogue, sur Sirens of Song,
- 2015 : KT Tunstall, dans la série Wicked City,
- 2016 : Jessica Mauboy, dans la série The Secret Daughter,
- 2017 : l'Orchestre philharmonique royal sur l'album The Anarchy Arias,
- 2019 : le footballeur Vinnie Jones dans l'émission The X Factor : Celebrity,
- Spastic Vibrations,
- L.A. Guns,
- Marka en français, Resterais-je ou m'en irais-je ?
- Sex Pistols.

En 2006, Blowfly l'adapte sous le titre Should I Fuck This Big Fat Ho sur l'album Punk Rock Party.
Mick Jones sample le titre avec Big Audio Dynamite II pour la chanson The Globe en 1991.

## Culture populaire
Sauf indication contraire, les informations mentionnées dans cette section peuvent être confirmées par la base de données cinématographiques IMDb,  présente dans la section « Liens externes ».
La chanson apparait dans différents films, séries télévisées ou jeux vidéo :
- 1990 : Rodrigo D - Futur : Néant, film colombien de Víctor Gaviria.
- 2002 : Ah ! si j'étais riche de Michel Munz et Gérard Bitton
- 2003 : Sans frontière de Martin Campbell, interprétée par Melissa Auf der Maur et Sam Roberts.
- 2006 : dans les épisodes 4 et 5 de la saison 13 de la série Urgences, interprétée par les comédiens Goran Višnjić et Maura Tierney.
- 2009 : Une arnaque presque parfaite de Rian Johnson.
- 2014 : on entend un extrait de la chanson lors de la cinématique d'introduction du jeu Far Cry 4.
- 2016-2017 : dans deux épisodes de la série Stranger Things sur  Netflix.
- 2016 : dans l'épisode 9 de la saison 02 de la série télévisée Lucifer.
- 2018 : I Feel Good de Gustave Kervern et Benoît Delépine, interprétée par Eileen Hall and The Young@Heart Chorus.
- 2021 : dans le premier épisode de la série turque Love 101.
- 2021 : Cruella de Craig Gillespie.